# Hôpital du comté de Prince
L’Hôpital du comté de Prince est un hôpital de soins actifs situé à Summerside, Île-du-Prince-Édouard.
Géré par Santé Î.-P.-É., l'hôpital du comté de Prince a une capacité de 102 lits. Il s'agit du deuxième plus grand hôpital de la province après l'Hôpital Queen Elizabeth.

## Histoire
L'hôpital du comté de Prince retrace son histoire au début des années 1900, alors qu'il était le premier hôpital de l'Île-du-Prince-Édouard à être situé à l'extérieur de Charlottetown. Il était à l'origine situé sur la rue St. Stephen, près du quartier central des affaires de Summerside, mais a été remplacé en 1951 par une installation située sur l'avenue Beattie. Cette installation a été remplacée en 2004 par l'installation actuelle située sur une propriété de 27 acres sur l'avenue Roy Boates à l'extrémité nord de la ville.
L'avenue Beattie a été nommée en l'honneur de Grace Beattie, infirmière autorisée, première administratrice de l'hôpital. L'avenue Roy Boates a été nommée en l'honneur de Roy Boates, ancien directeur de la pharmacie de l'hôpital. Roy a possédé et géré une pharmacie communautaire à l'Île-du-Prince-Édouard de 1949 à 1974. Il a siégé deux fois au conseil exécutif de l'Association des pharmaciens du Canada. En 1967, il a été la première personne de l'Île-du-Prince-Édouard à recevoir le prix Robins Bowl of Hygeia pour services communautaires. En 1981, il s'est rendu en Gambie sous les auspices du CUSO (Service universitaire canadien à l'étranger) et a été pharmacien en chef en Gambie. Il a initié, supervisé et mis en place un nouveau système de médicaments. Il était responsable de deux hôpitaux, 16 centres de santé, 17 dispensaires et 54 sous-dispensaires. Il a également ouvert deux nouveaux magasins de fournitures médicales approvisionnés par le Fonds canadien de secours aux missions. Il a enseigné la pharmacologie à des étudiants en troisième année de soins infirmiers à l'hôpital Royal Victoria de Banjul, Gambie. Pour ses services, il a reçu le certificat de reconnaissance par le président de la zone Afrique. Roy a reçu le Prix du service méritoire de l'Association des pharmaciens du Canada en 1987 et l'Ordre du Canada en 1990.

## Services
L'Hôpital du comté de Prince offre les services suivants:
- chirurgie
- médecine interne
- obstétrique
- pédiatrie
- psychiatrie
- radiologie
- pathologie
- endoscopie
- anesthésie
- réadaptation
- oncologie
- médecine d'urgence